# Juan Pablo Valdés Basaguren
Juan Pablo Valdés Basaguren es un pelotari mexicano. En los Juegos Olímpicos de Barcelona 1992 ganó la medalla de bronce junto a su hermano Francisco Valdés Basaguren y a Xavier Ugartechea Escofet. Para el Campeonato del Mundo de Pelota Vasca de 1994 y el Campeonato del Mundo de Pelota Vasca de 1998 ganó la medalla de plata en la especialidad de Cesta punta junto a su hermano Francisco Valdés Basaguren. En el Campeonato del Mundo de Pelota Vasca de 2006 y en el Campeonato del Mundo de Pelota Vasca de 2010 obtuvo la medalla de bronce en la especialidad de Cesta punta nuevamente, la primera vez con su hermano Francisco Valdés Basaguren y la segunda con su hermano José Miguel Valdés Basaguren.